# Artéria colateral ulnar superior
A artéria colateral ulnar superior é uma artéria que vasculariza o membro superior. Origina-se da artéria braquial, acompanha o nervo ulnar e anastomosa-se com a artéria recorrente ulnar posterior.